# Skæbnebilleder
|  | Denne artikel er oprettet af botten PalnaBot ud fra en ekstern database. Den kan derfor have sproglige fejl eller mangler. Denne skabelon kan fjernes efter kontrol af indholdet. |

Skæbnebilleder er en kortfilm instrueret af Linda Krogsøe Holmberg efter eget manuskript.

## Handling
I et stort hus sidder Johanne og rydder op i sin nyligt afdøde mors ting. Hun finder dagbøger og fotoalbums fra en svunden tid, og huset fyldes af moderens ånd igen. En novellefilm om nutid og datid der flettes sammen af Johannes tanker om sin mors liv. Hun opdager ting, hun ikke vidste eksisterede, og får der igennem sagt rigtigt farvel til moderen.